# مدرسة خرغرد
مدرسة خرغرد هي مدرسة تاريخية تعود إلى الدولة التيمورية، وتقع في مقاطعة خواف.